# Alphitonia zizyphoides
Alphitonia zizyphoides là một loài thực vật có hoa trong họ Táo. Loài này được (Sol. ex Spreng.) A.Gray mô tả khoa học đầu tiên năm 1854.